# Botadura

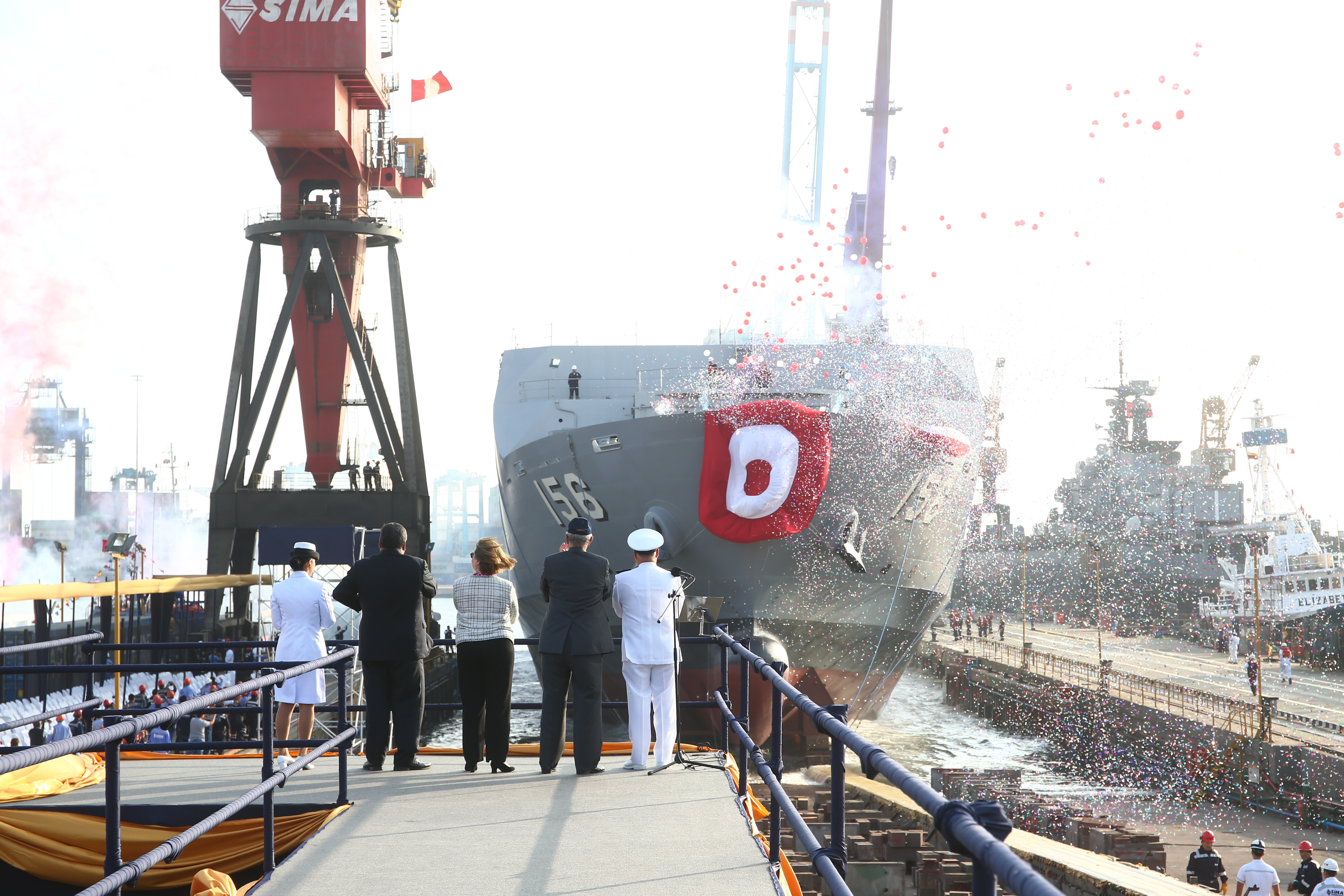
Botadura del BAP Pisco (AMP-156)

La botadura es la acción y efecto de botar un buque una vez terminada su construcción o la reparación para la que necesitó entrar en grada. Constituye la parte principal de la ceremonia de primera puesta en agua.
El bautismo de mar es el momento crítico para el barco durante el cual se pone a prueba el diseño y construcción. En algunos casos se asocia al momento de la botadura la asignación del nombre.

## Métodos de botadura

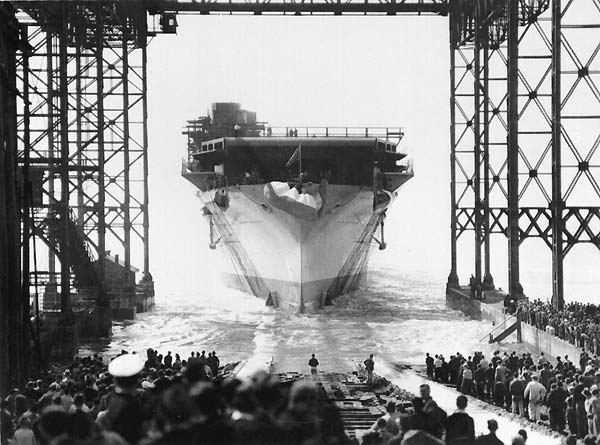
Botadura por deslizamiento del USS Enterprise (CV-6).

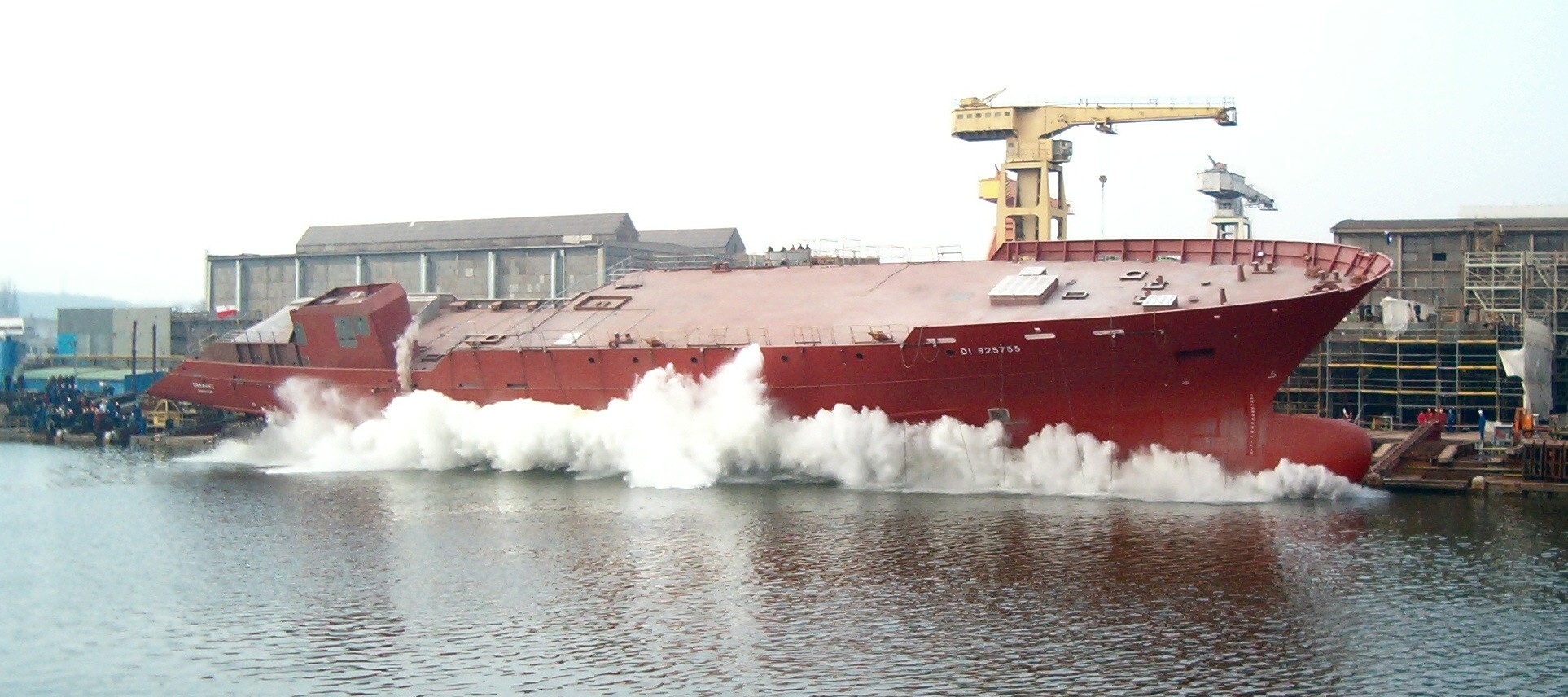
Botadura lateral de un buque en Polonia.

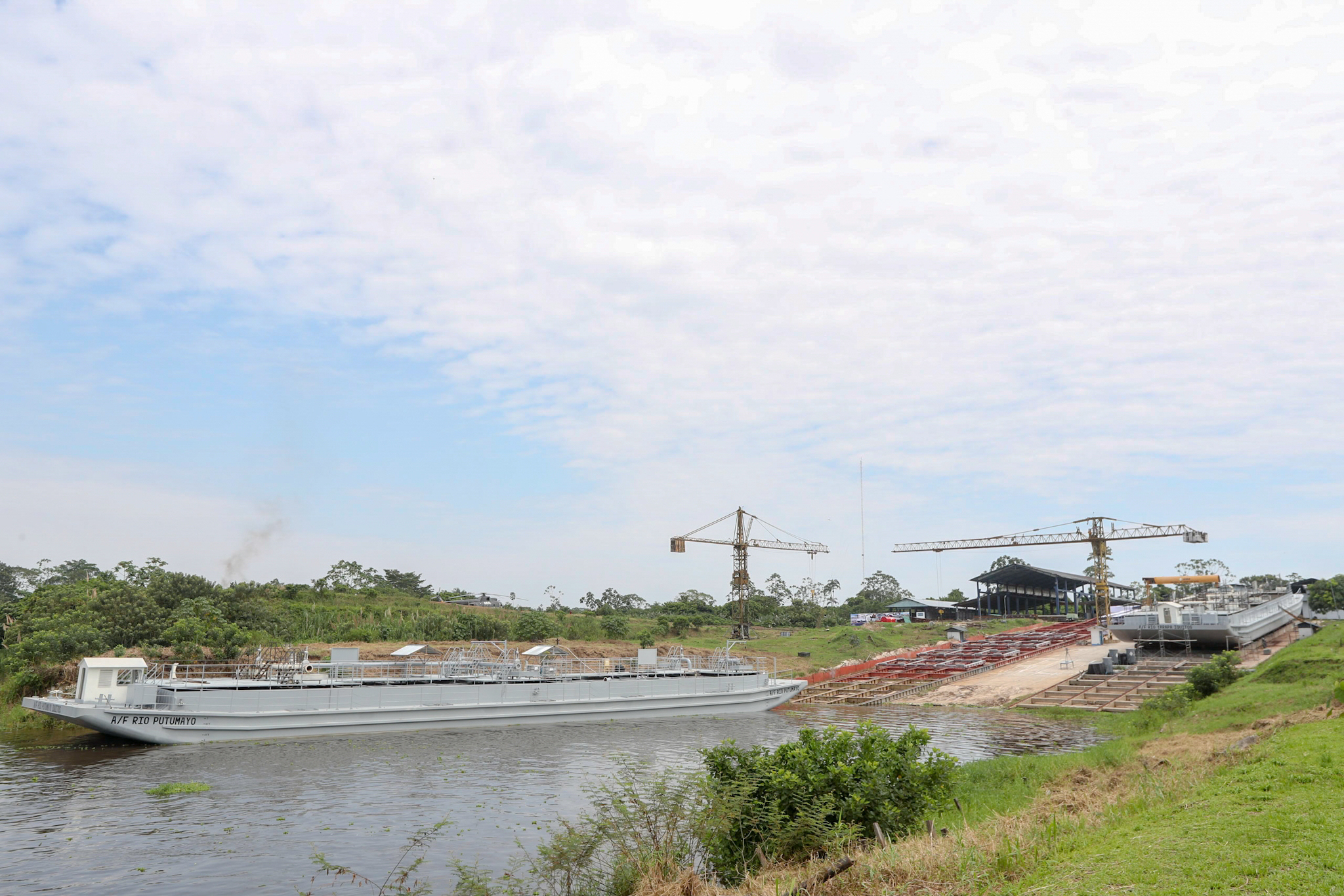
Botadura en astillero fluvial SIMA Iquitos en Perú.

Tres son los métodos para botar un buque: El primero de ellos, el más tradicional, consiste de hacer que el buque se deslice por la grada sobre la cual se ha construido, entrando en el agua por su popa hasta quedar a flote. Un segundo método, denominado botadura lateral, se usa dejando caer lateralmente el buque al agua, y se usa principalmente en lagos y ríos, y fue introducido en el siglo XIX, y extensamente utilizado en durante la Segunda Guerra Mundial. El tercer método, se denomina flotadura, y se emplea cuando el buque, es construido en un dique seco, permitiendo tras la finalización del buque la entrada de agua al mismo.
Al primer método se le denomina también incorrectamente lanzamiento, por traducción literal del inglés launch.
La operación de botadura consistía primitivamente en valerse del esfuerzo animal con la ayuda de palancas y aparejos, haciendo deslizar la quilla sobre rolletes mojados o ensebados y sentados sobre un terreno firme con bastante inclinación hacia el agua. Ya de antiguo, se disponía la embarcación sobre un aparato móvil, llamado cuna, el cual adaptado y convenientemente asegurado a los fondos del casco conduce a este consigo al agua al resbalar sobre la basada, consistiendo esta en una solera formada por largueros tendidos sobre la grada y en sentido longitudinal de la misma.
El procedimiento antiguo más generalizado y comúnmente empleado hasta no hace mucho tiempo, era el de la basada de trincas, mediante la que se hacía deslizar el barco, en virtud de la gravedad, tras un impulso inicial por el que se ponía en movimiento una vez vencida la inercia. La basada de trincas se reducía a dos grandes largueros (imadas), fijos a los costados y a lo largo de la grada, sobre los cuales después de untados con sebo y jabón, debían deslizarse otros largueros (anguilas), unidos a los costados del barco por medio de macizos acuñados y de columnas de madera. De cada columna de un costado a la simétrica del otro y en los huecos comprendidos entre picadero y picadero (maderos sobre los que descansa el casco durante su construcción), se pasaban unas trincas de jarcia blanca, cuyo objeto era levantar el barco y poder zafar los picaderos para que el buque descansase sobre los costados. Con este fin se mojaban las mencionadas trincas y al secarse todas a la vez dejaban libre por su contracción a los picaderos. 
Cerca de las cabezas de las anguilas se colocaban unos puntales (llaves), afianzando sus costados contra el firme de la grada para evitar que la basada pudiese tener movimiento en sentido longitudinal, y además por unos agujeros (groeras), abiertos en los extremos de dichas anguilas, se pasaban calabrotes hechos firmes a unas fuertes columnas empotradas en la proa de la grada. La operación de botadura quedaba reducida a separar los puntales laterales (escoras), que durante las obras apoyan al barco para que conserve la verticalidad y después zafar las llaves y «picar» las retenidas dejando el barco libre para que se deslizase con su cuna móvil sobre la cama fija o basada propiamente dicha. Como los esfuerzos de las trincas mojadas no eran iguales en toda la longitud de la embarcación, a medida que se efectuaba la contracción, resultaban siempre los quebrantos y deslizamientos naturales, en un material que, como la madera que constituía los cascos, no tiene la suficiente rigidez, lo que condujo a que se reemplazasen las trincas por troncapuntas apoyadas sobre la quilla y las anguilas; colocando además entre éstas y las columnas o macizos sobre los que descarga lateralmente el casco, cuñas opuestas que al apretarlas simultáneamente lo levantaban sobre los picaderos, dejándolos libres.

## Lanzamiento

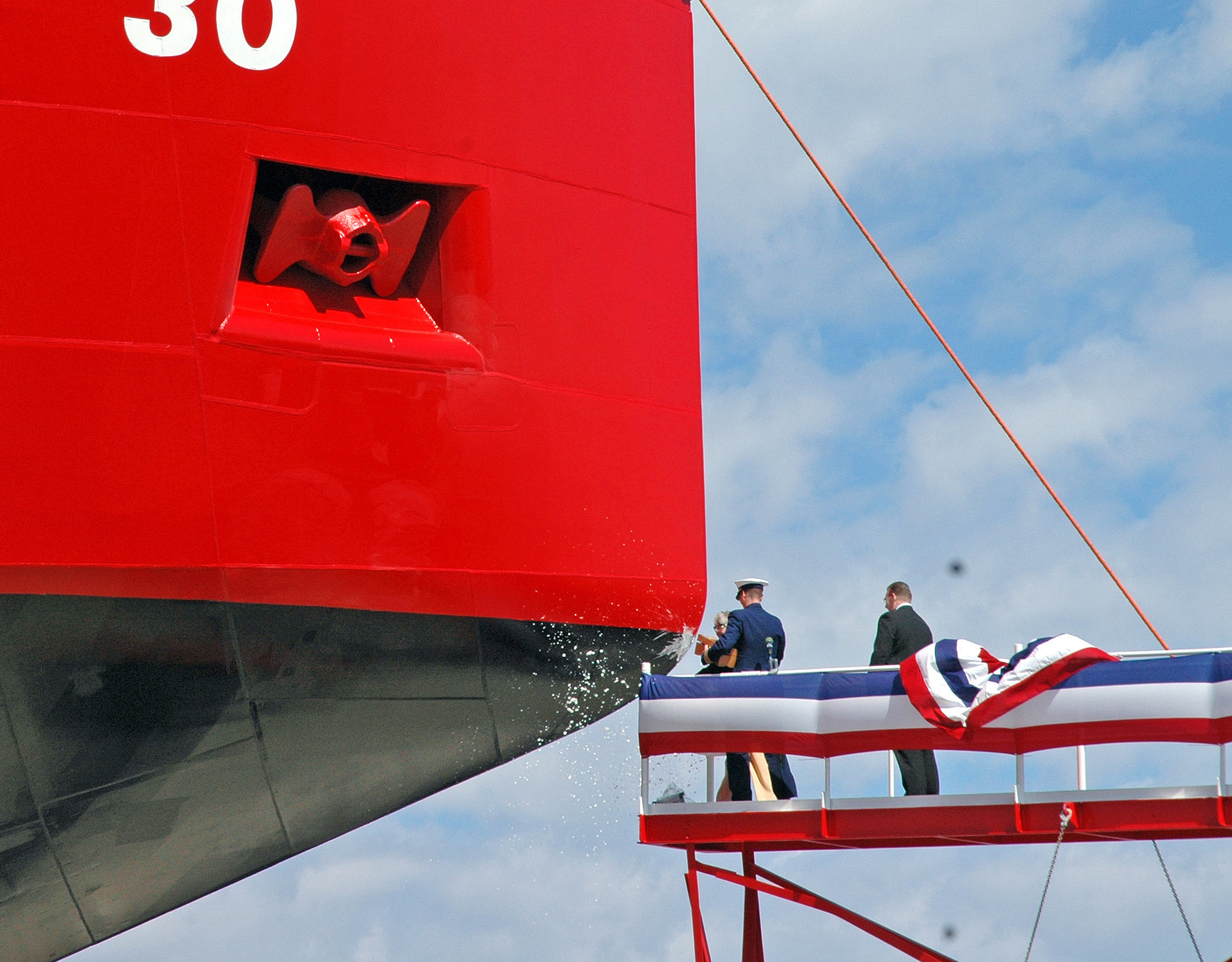
Bautizo del USCGC Mackinaw (WLBB-30).

El barco es un cuerpo pesado gravitando sobre un plano más o menos ancho y con mayor o menor inclinación con respecto a la horizontal.
Si son P el peso del barco que se lanza con su cuna, α el ángulo que forma el camino o los caminos de deslizamiento y μ (mu) el coeficiente de rozamiento entre las superficies de los cuerpos en contacto, el peso P da lugar a dos componentes: una, la Ga, paralela al plano de las correderas, cuyo valor es P sin α, y otra, la Gb, normal a dicho plano, cuyo valor es P cos α. La primera tiende a deslizar el barco en su dirección, y la segunda produce la fuerza de rozamiento μ P cos α de sentido contrario a la anterior.